# 魯洲生化
魯洲生化科技有限公司，簡稱魯洲生化科技，以及魯洲生化（英語：Luzhou Bio-Chem Technology Company Limited，SGX：L46），在1988年由牛繼星（董事長）創立名為「继星糖果厂」。
該總部位於中國山东省沂水县鲁洲路18号。主要生產及銷售各種玉米產品等。主要省份地區包括陝西、四川、山東，以及遼寧。
股份在2006年2月24日於新加坡交易所主板上市。招股價為0.25坡元，所有發行股份數目為100,000,000，集資額為25,000,000坡元。

## 連結
- Luzhou.com.sg （页面存档备份，存于）